# Charleston County
Charleston County je okres (county) amerického státu Jižní Karolína vytvořený v roce 1901. Správním střediskem a zároveň největším městem je Charleston. K roku 2015 zde žilo 389 262 obyvatel.

## Sousední okresy
| Růžice kompasu | Dorchester County | Berkeley County   | Georgetown County | Růžice kompasu |
| Růžice kompasu | Colleton County   | Sever             |                   | Růžice kompasu |
| Růžice kompasu | Colleton County   | Charleston County |                   | Růžice kompasu |
| Růžice kompasu | Colleton County   | Jih               |                   | Růžice kompasu |
| Růžice kompasu |                   |                   |                   | Růžice kompasu |